# Šujostrov
Šujostrov (in russo Шуйостров?) è un'isola disabitata del mar Bianco. Amministrativamente fa parte del Belomorskij rajon della Repubblica di Carelia, nel Circondario federale nordoccidentale, in Russia.

## Geografia
L'isola è situata nella parte nord-occidentale della baia dell'Onega, alla foce del fiume Šuja (Шуя) vicino alla costa Pomorskij (Поморский берег): così si chiama il tratto costiero del mar Bianco tra i fiumi Kem' e Onega. Tra Šujostrov e la terraferma si trova l'isola Salmskij (остров Салмский) e lo stretto Sorokskaja Salma (пролив Сорокская Салма), largo solo 250 m. A nord-ovest, tra l'isola e la terraferma, ci sono la baia Jugra (губа Югра) e la baia Šuereckaja (губа Шуерецкая). Intorno a Šujostrov si trovano molte isole di piccole dimensioni, tra cui: a est, Ravluda (Равлуда) e le isole Sosnovcy (Сосновцы); a sud, Medvežij (Медвежий) e Žernovcy (Жерновцы). A nord ci sono gli Scogli Kemskie.
L'isola è lunga circa 10 chilometri e larga fino a 5 chilometri nell'ampia parte centrale. L'altezza massima è di 35,2 m. Le colline dell'isola sono ricoperte da boschi misti di abeti rossi, betulle e pini; un'area significativa è coperta da aree paludose. Šujostrov è inserita nella riserva naturale «Šujostrovskij» (Шуйостровский заказник), istituita nel 1973, che comprende una sezione della costa della Pomerania, una zona dell'area acquatica e alcune isole adiacenti, tra cui: le isole Sosnovcy, Ravluda, le Varbarludy (острова Варбарлуды) e le Elovcy (острова Еловцы).